# Mancinela obecná
Mancinela obecná (Hippomane mancinella) je druh rostliny z čeledi pryšcovité. Je to nevelký strom nebo keř, vyskytující se na pobřežích tropické Ameriky. Má jednoduché střídavé listy a drobné žlutozelené květy v klasovitých květenstvích. Plodem je peckovice, připomínající vzhledem malé jablko. Semena se šíří mořskými proudy nebo v trusu některých živočichů. Rostlina obsahuje ve všech svých částech jedovatou mléčně bílou šťávu se silně dráždivým a alergenním účinkem, která i na dotyk způsobuje vážné zdravotní komplikace. Mancinela je zapsána v  Guinnessově knize rekordů jako nejnebezpečnější strom světa. K poškození zdraví nejčastěji dochází, když se návštěvníci karibských pláží schovají pod stromem před deštěm. Někdy je také zlákají k ochutnání neškodně vyhlížející plody. Prognóza otrav bývá i přes jejich nepříjemný průběh dobrá a fatální případy jsou výjimečné.
Karibští domorodci používali mancinelu k přípravě šípového jedu a v lékařství. Poskytuje kvalitní dřevo, které ale musí být zpracováváno s velkou opatrností. Druh byl někdy vysazován i ke zpevnění pobřeží proti erozi. Na navštěvovaných místech bývá strom označen výstražnými cedulemi nebo červenými pruhy.

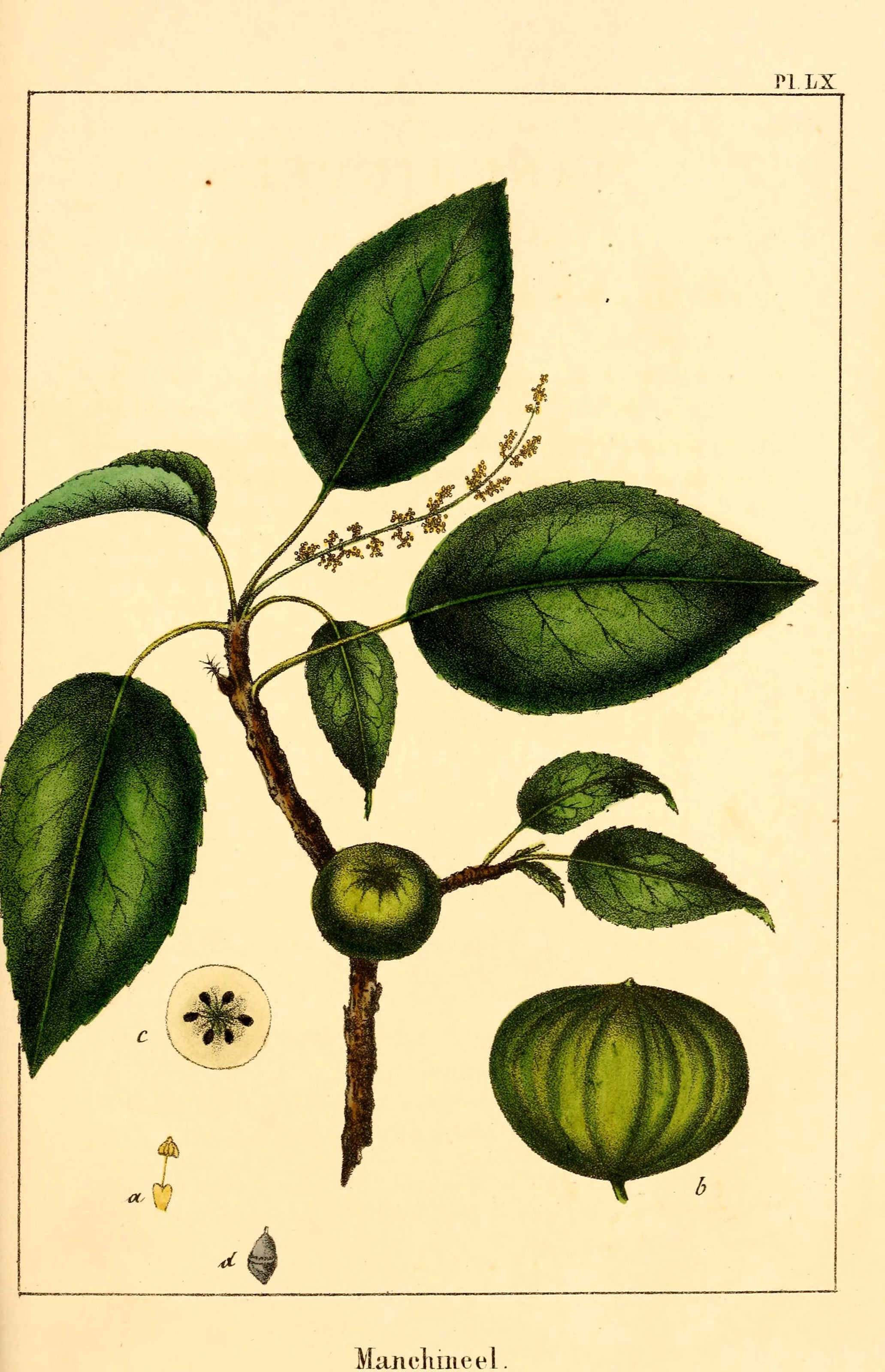
Ilustrace mancinely obecné z roku 1865

## Popis
Mancinela obecná je stálezelený či poloopadavý keř nebo častěji nevelký strom, dorůstající obvykle výšky 10 až 15 metrů, řidčeji i více (výjimečně až 25 metrů). Strom bývá bohatě větvený, s kulovitou korunou. Borka může být šedá nebo červená, často ji pokrývají lišejníky. Rostlina má ve všech svých částech mléčnice obsahující bílou jedovatou šťávu. Listy jsou jednoduché, střídavé, dlouze řapíkaté, 3 až 5 cm dlouhé, s vejčitou až eliptickou, jemně oddáleně vroubkovanou čepelí se zaokrouhlenou až srdcovitou bází, na líci poněkud lesklé. Žilnatina je lehce vystouplá, zpeřená, sekundární žilky síťnaté. Palisty jsou opadavé. Na vrcholu řapíku bývá žlázka. Květenství jsou vrcholová, klasovitá, až 10 cm dlouhá, složená převážně ze samčích květů, s 1 až 2 samičími květy na bázi. Květy jsou žlutozelené, jednopohlavné, bezkorunné. Samčí květy jsou v rámci květenství uspořádány v několikakvětých klubkách podepřenými listeny. Mají dvou až trojlaločný kalich a obsahují dvě tyčinky se srostlými nitkami. 
Samičí květy jsou jednotlivé, s trojčetným kalichem a semeníkem srostlým ze 6 až 9 plodolistů. Čnělky jsou na bázi srostlé, ve vrcholové části volné. V každém plodolistu je po jednom vajíčku.
Plodem je červená nebo žlutá, asi 3,5 cm velká peckovice připomínající malé jablko. Obsahuje několik tmavých, zploštěle vejcovitých, asi 6 mm dlouhých semen.

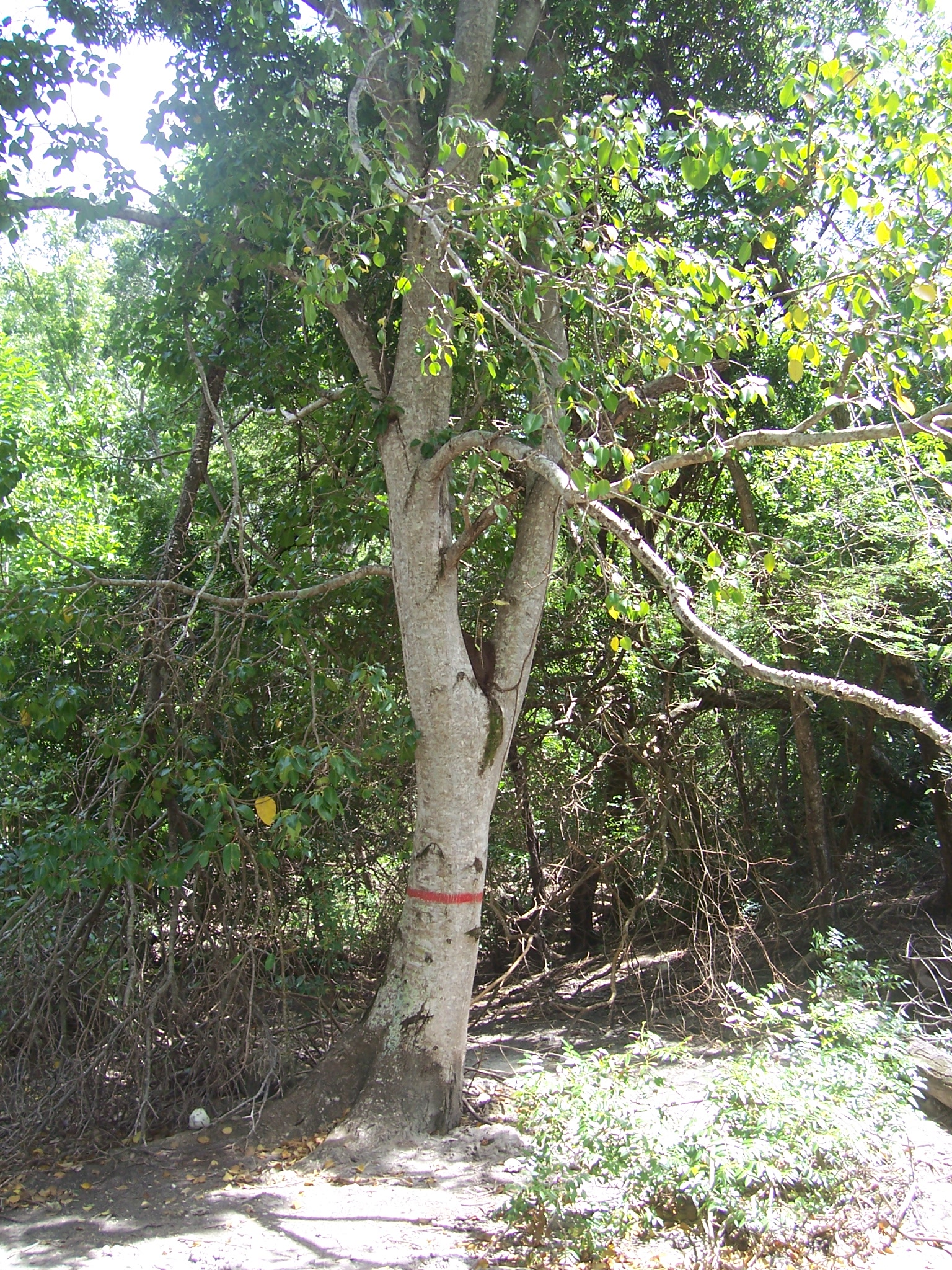
Mancinela obecná s kmenem označeným výstražným pruhem
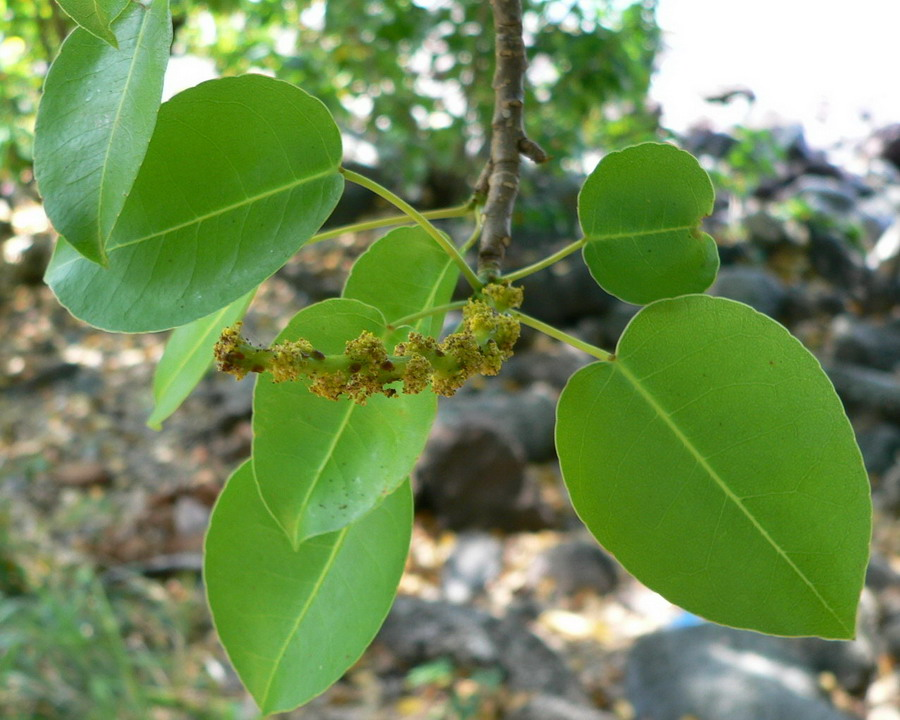
Větévka s květenstvím
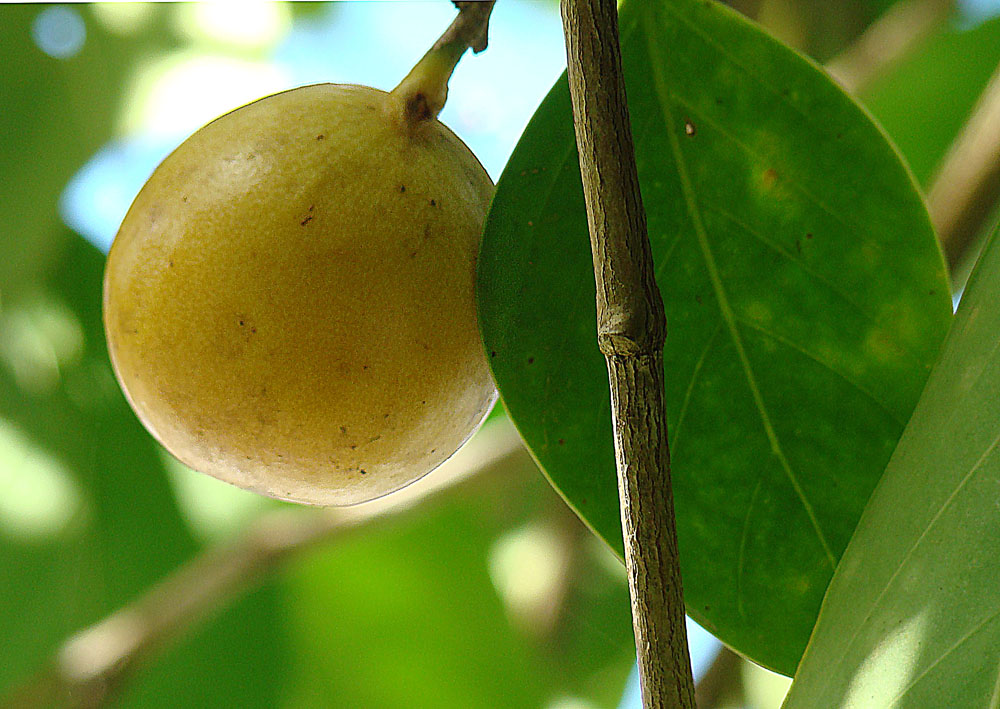
Zralý plod mancinely

## Rozšíření
Druh je rozšířen na pobřežích tropické Ameriky od jižní Floridy a středního Mexika přes Střední Ameriku a Karibské ostrovy po pobřežní oblasti severu Jižní Ameriky, vyskytuje se též na Galapágách.
Roste nejčastěji při mořském pobřeží mimo dosah přílivu nebo na březích brakických vod. Řidčeji jej lze nalézt i ve vnitrozemí.

## Ekologické interakce
Květy mancinely obecné tvoří nektar a jsou opylovány hmyzem.
Plody plavou na hladině a šíří se zejména mořskými proudy. Část semen si podrží klíčivost i po dvou letech plavání v mořské vodě. Stromy vyhledávají leguáni (například leguán černý), kteří je využívají jako bezpečný úkryt a konzumují plody bez jakýchkoliv následků. S trusem rozšiřují i semena. 
Na Galapágách je konzumují velké želvy, které zanášejí semena i do vnitrozemí.

## Ohrožení
Na území USA je mancinela ponechávána pouze na území národních parků (Everglades, Národní park Panenské ostrovy), zatímco jinde bývá z důvodu ochrany zdraví obyvatel a turistů kácena.
Na Floridě byla dokonce zařazena mezi ohrožené druhy. V karibské oblasti byla předmětem intenzivního kácení již od 18. století. V současnosti roste na navštěvovaných lokalitách jen vzácně.

## Historie
Karibští domorodci využívali mancinelu k výrobě šípových jedů a v medicíně již v předkolumbovských dobách. Neblahou zkušenost s touto rostlinou učinili již první španělští dobyvatelé.
Jednu z prvních zmínek o její jedovatosti zaznamenal již v roce 1509 Peter Martyr de Anghiera, dvorní zeměpisec královny Isabely, ve svém díle De Orbe Novo.
Španělský dobyvatel Juan Ponce de León byl při pokusu o kolonizaci Floridy v roce 1521 raněn do stehna jedovatým šípem, opatřeným jedem z mancinely, a nedlouho poté zemřel. 
Podle dobových záznamů připravovali domorodci šípový jed z mancinelových plodů a přidávali do něj štíří žihadla a hlavy některých druhů mravenců. V rámci boje proti dobyvatelům používali mancinelu také k otrávení zdrojů vody.
Podrobněji strom popisuje Gonzalo Fernández de Oviedo y Valdés v roce 1526. Mimo jiné zmiňuje, že stačí na hodinu pod stromem usnout, aby se člověk vzbudil s bolavou hlavou a napuchlýma očima. Kryštof Kolumbus nazval strom „jablíčko smrti”.

## Obsahové látky
Šťáva mancinely obsahuje komplexní směs různých toxinů. Hlavními nositeli alergenního a dráždivého účinku jsou okysličené diterpenické estery dafnanového a tiglianového typu. Jedná se o organické neproteinové sloučeniny, rozpustné ve vodě. U některých z obsažených látek bylo prokázáno, že podporují tvorbu rakovinných nádorů.

## Jedovatost

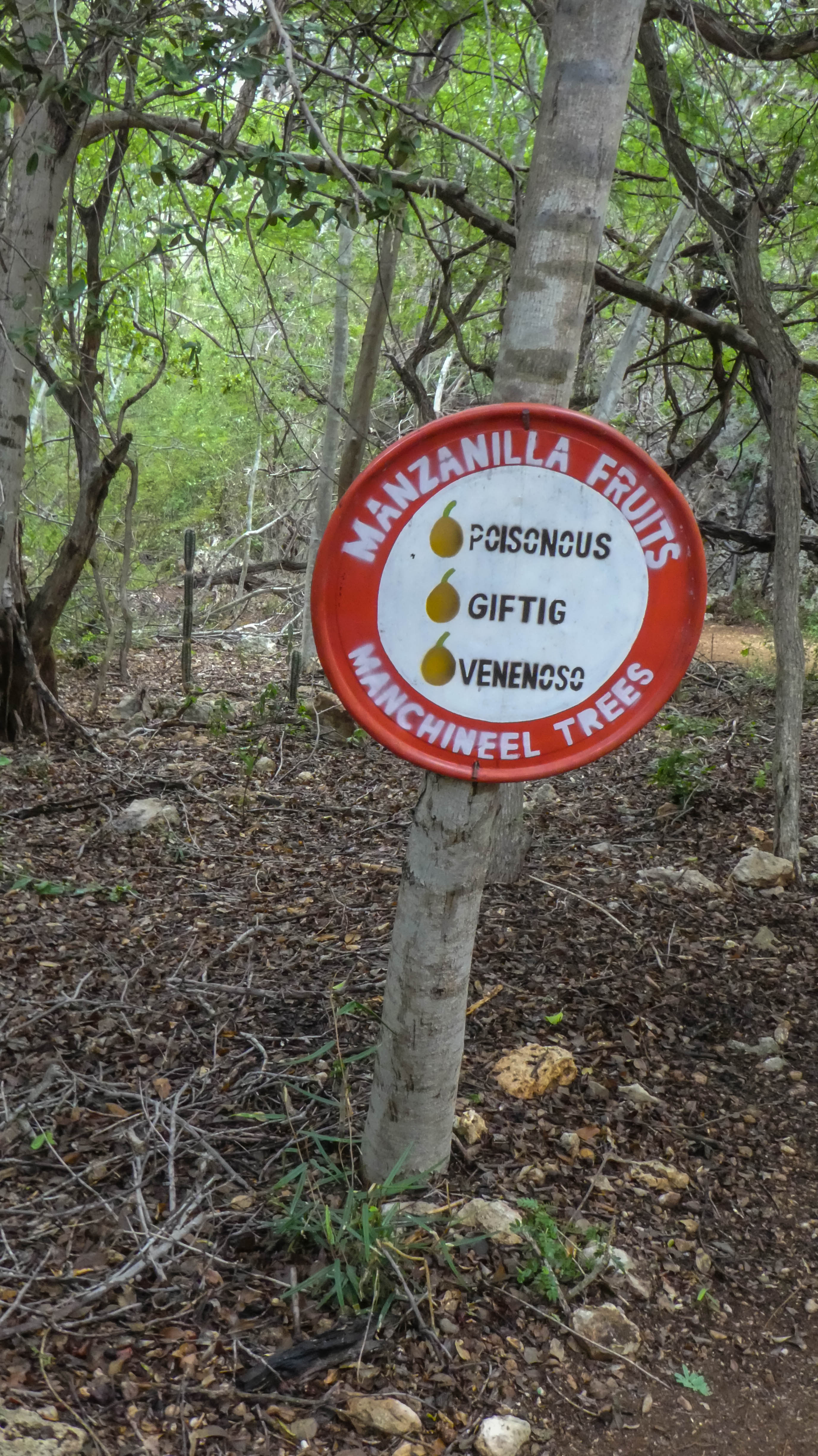
Výstražná cedule v porostu mancinely

Mancinela má již po staletí pověst jedné z nejjedovatějších rostlin Karibiku, dokonce bývá uváděna jako nejnebezpečnější strom světa a takto je od roku 2011 zapsána i v Guinnessově knize rekordů. Často také figuruje na seznamech nejjedovatějších rostlin světa.
Ačkoliv může kontakt s touto rostlinou přivodit skutečně nepříjemné zdravotní komplikace, její nebezpečnost je ze senzacechtivosti často nadsazována
a v moderní medicínské literatuře není popsán ani jeden případ smrtelné otravy.
Rostlina obsahuje ve všech svých částech mléčně bílou latexovou šťávu se silně dráždivým a alergenním účinkem na kůži a sliznice. 
K poškození zdraví nejčastěji dochází, když se návštěvníci karibských pláží schovávají pod stromem před deštěm. K projevům lehké kontaktní dermatitidy stačí, když je kůže zasažena dešťovou vodou, stékající po listí stromu. Přímý kontakt s listím, kmenem nebo šťávou rostliny vede k rychlému nástupu vážné a bolestivé dermatitidy, projevujícím se zarudnutím kůže, vyrážkou, tvorbou puchýřů, záněty a otoky.  Puchýře podobné spáleninám bývají následně napadány druhotnými bakteriálními infekcemi. 
Pokud se šťáva dostane do oka, dochází k silnému podráždění spojenému se slzením, pálením, otokem očních víček, rozmazaným viděním a silným zánětem spojivek. Může nastat i poškození zraku a slepota, která je ale většinou jen dočasná. V některých případech dochází k poškození rohovky.
K otravám či podráždění trávicího traktu dochází, když se návštěvníci karibských pláží nechají zlákat neškodným vzhledem plodů, které připomínají planá jablka, příjemně sladce voní a na první dojem jsou i chutné. Po chvíli se v ústech dostavuje pálivá bolest a pocit staženosti. Rty, dásně a jazyk napuchají a polykání se stává obtížným. Tyto potíže mohou trvat i několik hodin. Otrava bývá provázena průjmem, bolestí břicha a někdy i zvracením, občas bývá uváděno i krvácení trávicího traktu. V extrémních případech a bez lékařského ošetření může podle některých zdrojů dojít i k šokovému stavu, útlumu centrálního nervového systému a smrti. Trvalejší následky mohou zahrnovat dlouhodobý pokles srdeční frekvence (bradykardii) a krevního tlaku.
Také chronické vystavení se toxinům může vést ke smrti způsobené degenerací jater, ledvin, slinivky a nadledvinek.
Ze studie z roku 2019 vyplývá, že převážná většina případů otrav po požití plodu tohoto stromu má jen mírný průběh a odezní bez trvalejších následků. V rámci dané studie bylo analyzováno celkem 97 lékařsky zdokumentovaných případů požití plodů mancinely, zaznamenaných francouzskými toxikologickými středisky. Převážná většina otrav měla jen mírný průběh, projevující se podrážděním ústní dutiny a hltanu, bolestmi břicha, průjmem a zvracením. Pokud došlo ke konzumaci více než jednoho plodu, následky byly již silnější a projevovaly se širší paletou symptomů. U žádného ze studovaných případů nebyly zaznamenány vážnější léze dutiny ústní a hltanu ani krvácení zažívacího traktu. V jednom z případů nastal otok hrtanu, který však nevyžadoval emergentní intubaci pro zachování průchodnosti dýchací trubice. V 5 % případů dokonce nezpůsobilo požití plodu žádné výraznější následky. Požití plodů v množství do 6 kusů většinou nemá fatální průběh. Z literatury je znám případ muže, který se zotavil po požití 24 plodů. 
Rostlina je jedovatá i pro domácí zvířata, kozy však podle některých zdrojů pojídají plody bez jakýchkoliv zřejmých následků.
Aerosol vznikající při řezání či sekání čerstvého dřeva a rovněž kouř z pálených listů či dřeva dráždí kůži, oči a dýchací cesty.
Kouř způsobuje bolesti hlavy, akutní dermatitidu, dočasnou bolestivou slepotu a vážné dýchací potíže.

## Ošetřování a lékařská péče
Lékařská péče o zasažené oči zahrnuje výplach roztokem kyseliny borité a sody, studené obklady, zakapání ricinovým olejem a klid. K úlevě od bolesti se někdy podává morfin. Ve volné přírodě se doporučuje střídat třicetiminutové plavání v moři s otevřenýma očima s omýváním obličeje mýdlovou vodou. Ze zasažené kůže by měla být šťáva intenzivně smyta etherem nebo mýdlovou vodou s následným ošetřením roztokem hypermanganu a kortizolovou mastí pro utlumení alergické reakce. Na noc se podávají sedativa. K omezení druhotných bakteriálních infekcí se nasazují antibiotika. Domorodci na Karibských ostrovech používají jako úlevný prostředek obklady se syrovými oddenky maranty třtinové (Maranta arundinacea) nebo marantovým škrobem. Jako protijed se používá také tabebuja Tabebuia pentaphylla, Macfadyena unguis-cati nebo odvar ze semen tykvovité rostliny Fevillea cordifolia.

## Význam
Šťáva mancinely obecné sloužila na Jamajce při léčení edému a pohlavních chorob, semena a kůra se používaly proti střevním parazitům.
Extrakt z plodů je ve Francouzské Guyaně používán k léčbě elefantiázy.
Dřevo mancinely je tvrdé, pevné a velmi trvanlivé. Jádrové dřevo je tmavě hnědé s černou kresbou. Má pravidelnou strukturu a vysoký lesk. 
Již od koloniálních dob je používáno zejména k výrobě nábytku a vnitřního obložení. K neutralizaci jedovaté šťávy se nechávalo vyschnout na slunci. I tak ale muselo být zpracováváno opatrně. 
Strom patří mezi medonosné rostliny a květový med není toxický. Má rozsáhlý kořenový systém a občas byl vysazován ke zpevnění břehů proti erozi.